# Henryk Cimek
Henryk Cimek (ur. 28 kwietnia 1941 r. w Olchowcu) – polski historyk, politolog, specjalizujący się w historii najnowszej oraz naukach o polityce; nauczyciel akademicki związany z uczelniami w Lublinie, Warszawie, Rzeszowie, Olsztynie i Pułtusku.

## Życiorys
Urodził się w 1941 roku w Olchowcu koło Krasnegostawu w województwie lubelskim jako syn Wacława i Natalii z domu Cieplechowicz, miejscowych rolników. Szkołę podstawową ukończył w rodzinnej miejscowości, zaś liceum ogólnokształcące w Wysokiem, gdzie w 1958 roku zdał maturę. W tym samym roku podjął studia historyczne na Uniwersytecie Marii Curie-Skłodowskiej w Lublinie, które ukończył w 1963 roku uzyskaniem tytułu zawodowego magistra na podstawie pracy pt. Działalność Zjednoczenia Lewicy Chłopskiej "Samopomoc" na Lubelszczyźnie, którą napisał pod kierunkiem prof. Stanisława Krzykały. Dzięki swojemu promotorowi został zatrudniony na swojej macierzystej uczelni na stanowisku asystenta. W 1971 roku tam też uzyskał stopień naukowy doktora nauk humanistycznych w zakresie historii na podstawie pracy pt. Zjednoczenie Lewicy Chłopskiej "Samopomoc" 1928–1931, a co za tym idzie awansował na stanowisko adiunkta.
W 1973 roku został zatrudniony w Wyższej Szkole Nauk Społecznych w Warszawie, gdzie w 1981 roku uzyskał stopień naukowy doktora habilitowanego. Był tam zatrudniony jako docent, a w latach 1983–1984 pełnił funkcję wicedyrektora Instytutu Ruchu Robotniczego. W 1990 roku przeniósł się do Rzeszowa, gdzie został zatrudniony w Instytucie Historii Wyższej Szkoły Pedagogicznej. W 1993 roku uzyskał tytuł profesora nauk humanistycznych z rąk prezydenta Polski Lecha Wałęsy. W latach 1997–2001 przeniósł się do Olsztyna, gdzie pracował na stanowisku profesora zwyczajnego w Instytucie Historii i Stosunków Międzynarodowych w tamtejszej Wyższej Szkole Pedagogicznej.
W 2001 roku powrócił do Rzeszowa ponownie zatrudniając się w miejscowej uczelni pedagogicznej, która kilka miesięcy później została przekształcona w Uniwersytet Rzeszowski. W tym czasie powierzono mu zadanie zorganizowania studiów politologicznych. W tym celu utworzono osobną Katedrę Politologii, której został pierwszym kierownikiem. Dzięki niemu od 2004 roku jednostka ta zaczęła wydawać własne czasopismo - Polityka i Społeczeństwo, którego był redaktorem naczelnym. W latach 2007–2008 był pełniącym obowiązki dyrektora Instytutu Politologii Uniwersytetu Rzeszowskiego, który powstał z przekształcenia dotychczasowej katedry. Braki kadrowe spowodowały jednak, że jednostka ta ponownie powróciła do rangi samodzielnej katedry. Funkcję jej kierownika pełnił do 2012 roku, stojąc jednocześnie na czele tamtejszego Zakładu Myśli Społeczno-Politycznej. 
W latach 2012–2016 pracował jako profesor zwyczajny na Wydziale Nauk Politycznych w Akademii Humanistycznej im. Aleksandra Gieysztora w Pułtusku. W 2019 założył fundację zajmującą się przyznawaniem nagród za publikacje naukowe z dziedziny myśli politycznej.

## Wybrane publikacje
Zainteresowania naukowe Henryka Cimka koncentrują się wokół zagadnień związanych z dziejami ruchu robotniczego i ruchu ludowego w II Rzeczypospolitej, w tym także białoruskiego i ukraińskiego, historii Międzynarodówki Komunistycznej i Międzynarodówki Chłopskiej, historii ruchu młodzieżowego, historii regionalnej, biografistyki, dziejów myśli społeczno-politycznej. Opublikował ponad 190 pozycji, w tym m.in. 127 artykułów i recenzji, ponad 50 haseł encyklopedycznych i 19 książek. Do najważniejszych jego publikacji należą:
- Zjednoczenie Lewicy Chłopskiej „Samopomoc” 1928-1931, Lublin 1973.
- Komunistyczna Partia Polski 1918-1938, Warszawa 1984, współautor.
- Legalne chłopskie partie rewolucyjne w II Rzeczypospolitej, Białystok 1988.
- Sojusz robotniczo-chłopski w Polsce 1918-1939, Warszawa 1989.
- Komuniści – Polska – Stalin 1918-1939, Białystok 1990.
- Tomasz Dąbal 1890-1937, Rzeszów 1993.
- Międzynarodówka Chłopska, Rzeszów 2003.
- Walka ludowców o Polskę, jej granice i ustrój w latach 1914-1922, Rzeszów 2008.
- Mniejszości narodowe w ruchu rewolucyjnym w II Rzeczypospolitej, Rzeszów 2011.

## Nagrody
- Nagroda im. Ludwika Waryńskiego (1985, wspólnie z Lucjanem Kieszczyńskim) za książkę "Komunistyczna Partia Polski 1918-1938" (Książka i Wiedza)[9]